# Carlos Quiñónez Salvatierra
Carlos Quiñónez (Guayaquil, Guayas, 4 de noviembre de 1975) es un exfutbolista ecuatoriano. Jugaba de Delantero y su último equipo fue el Deportivo Colón de la Segunda Categoría.

## Clubes
| Club               | País    | Año       |
| ------------------ | ------- | --------- |
| Santos FC          | Ecuador | 2000      |
| Audaz Octubrino    | Ecuador | 2000      |
| Deportivo Cuenca   | Ecuador | 2001-2006 |
| Barcelona SC       | Ecuador | 2007      |
| El Nacional        | Ecuador | 2008-2009 |
| Municipal de Cañar | Ecuador | 2009      |
| CD Olmedo          | Ecuador | 2010      |
| Huaquillas FC      | Ecuador | 2011      |
| Deportivo Colón    | Ecuador | 2012      |

## Palmarés

### Campeonatos nacionales
| Título             | Club             | País    | Año  |
| ------------------ | ---------------- | ------- | ---- |
| Serie A de Ecuador | Deportivo Cuenca | Ecuador | 2004 |